# Крепость Карабаба
Крепость Карабаба (значение с османского турецкого — «крепость черного отца») является самым значительным османским укреплением на территории современной Греции с XVII века. Её расположение было ключевым ещё с древности — охраняя подход к острову Эвбея — Негропонте.

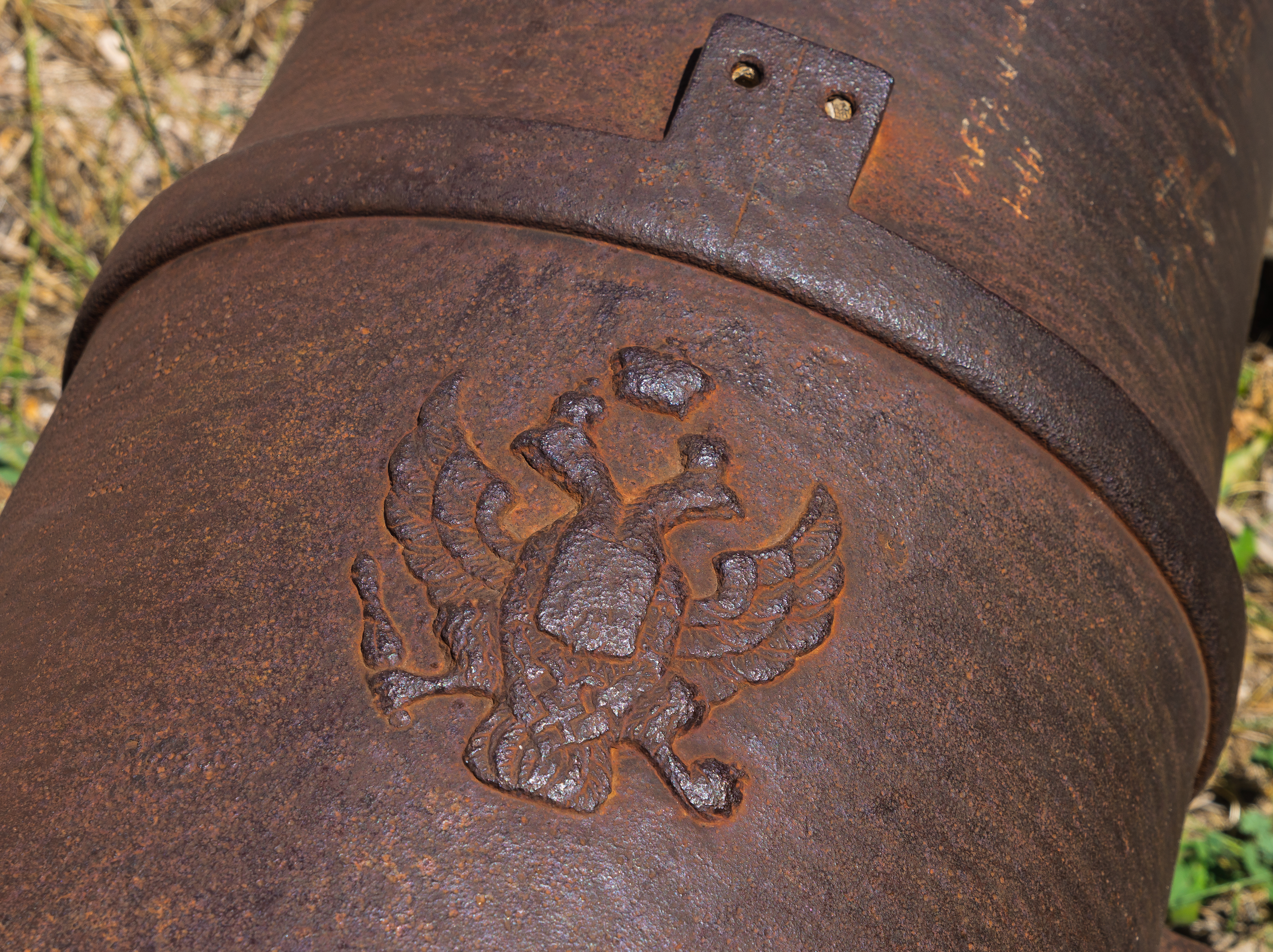
Одна из двух пушек с русским гербом, переданных молодому греческому королевству из России в первой половине XIX века.

В древности на месте крепости располагался древний город Канитос, а до постройки укрепления холм назывался Фурка и был местом казней через повешение. Во время Великой Турецкой войны венецианцы под предводительством Франческо Морозини пытались взять крепость под свой контроль, но она им не далась. Крепость так и не была захвачена и только в 1833 году была передана Греческому королевству, поскольку попала в его пределы.